# Un muro de silencio
Un muro de silencio è  un film argentino del 1993 scritto e diretto da Lita Stantic.

## Trama
La regista britannica Kate Benson si reca a Buenos Aires per girare un film sulla storia di Silvia; il marito della donna è infatti uno dei desaparecidos della guerra sporca durante la dittatura argentina. Kate è venuta a conoscenza dei fatti tramite il professor Bruno Tealdi, un intellettuale di sinistra amico di Silvia.
Quest'ultima, docente universitaria di sociologia, sta ancora cercando di superare il dolore provocato dalla sparizione di suo marito e vuole dedicarsi alla famiglia che si è faticosamente ricostruita con il secondo marito Ernesto e con la figlia avuta dal primo matrimonio, María Elisa. L'evento tuttavia la convince a rivivere la sua drammatica vicenda personale.

## Produzione
La pellicola è una co-produzione tra Argentina, Regno Unito e Messico.
Rappresentò il primo lungometraggio di Lita Stantic, che ne curò la sceneggiatura insieme a Graciela Maglie e Gabriela Massuh. Dopo aver girato questo film, Stantic decise di non ripetere l'esperienza da regista, preferendo dedicarsi all'attività di scrittrice e produttrice.
Stantic concepì l'idea del film già nel 1986, dopo un'esperienza di lavoro con l'attrice britannica Julie Christie sul set di Miss Mary. L'attrice le parlò infatti della sua curiosità rispetto al recente passato politico-sociale dell'Argentina e fu così che la regista pensò a girare un film che parlasse di una britannica interessata a comprendere il periodo della dittatura.
Le riprese si svolsero a Buenos Aires nel 1992.

## Accoglienza
Il film venne accolto favorevolmente dalla critica, ma non fu un successo al botteghino, raccogliendo appena 50.000 spettatori. All'epoca, il pubblico argentino era maggiormente propenso a trattare il tema della dittatura per mezzo della musica.
Su Clarín, Marcelo Figueras scrisse: «Parla di un argomento irritante che molte persone vorrebbero chiudere per sempre, e una volta installato in esso non ricorre a nessuno dei colpi bassi che potrebbero renderlo più commerciale».
Alejandro Ricagno sulla rivista El Amante del Cine affermò: «C'è una forte fiducia nelle immagini. E una loro formulazione in uno stato di tensione permanente. Una tensione che si manifesta anche quando si confrontano con il discorso, la parola. Dall'impossibile conciliazione di queste due tensioni (che sono anche quelle dei personaggi: parlare-tacere, ricordare-dimenticare) nasce la forza emotiva [...] Le storie vengono raccontate e allo stesso tempo allo spettatore viene presentato uno spazio che, senza nulla togliere alla sua drammaticità, non lo fa perdere irrimediabilmente nell'emozione, né rimanere solo nel discorso politico [...] Il film [...] Evita gli stereotipi delle buone vittime e delle cattive vittime».
Daniel López su La Razón disse dell'opera: «Sorprende per il suo rigore narrativo. Non è un film attraente o divertente in termini convenzionali. Nei momenti di esasperante lentezza, si prende i suoi tempi, che possono essere assunti come spazi intermedi di riflessione».
L'interpretazione di Vanessa Redgrave venne apprezzata dalla critica, soprattutto per le somiglianze tra il suo personaggio e la vita reale dell'attrice, che si è sempre spesa pubblicamente per cause sociali.
Manrupe e Portela, nel loro volume Un diccionario de films argentinos (1930-1995) parlarono del film affermando: «Una visione rigorosa del soggetto dei desaparecidos esposta dal tono interrogativo di una protagonista straniera, e con la distanza degli anni. Se non il miglior film sull'argomento, almeno il più serrato e meglio narrato».
Su Prensa Obrera, Marcelo Peralta contestò il film per non aver denunciato abbastanza la responsabilità politica nelle vicende narrate e obiettò: «Spezzata ogni prospettiva politica (dal punto di vista del film), la questione dei desaparecidos si riduce al terreno della memoria o del "lutto" individuale. Dopo varie domande — e ingiustificate — a questo livello, il film "assolve" la protagonista nei seguenti termini: se il popolo ha perdonato e coperto, anche lei ha diritto a una nuova prospettiva personale».
Nella sua critica, Marcela Barbaro scrisse invece: «Il film mantiene un ritmo armonioso ed equilibrato. La storia non fa appello al sentimentalismo, né ci sono morti o torture. Ci sono assenze presenti, madri in cerca e una nuova generazione di giovani che apprezzano quella luce che il regista filtra attraverso il muro», aggiungendo: «Un muro de silencio ha proposto un dialogo che il cinema doveva a sé stesso».
Anche Hugo Bertone apprezzò la pellicola, definendola «opera realizzata con una pulizia e chiarezza concettuale uniche» ed elogiando la «grandiosa fotografia di un'icona mondiale, come Félix Monti».

## Riconoscimenti
- 1994 - Condor d'argento
  - Migliore sceneggiatura originale a Lita Stantic, Graciela Maglie e Gabriela Massuh
  - Candidatura alla migliore opera prima a Lita Stantic
  - Candidatura alla migliore attrice a Vanessa Redgrave